# Joe Jackson (basket-ball)
Pour les articles homonymes, voir Jackson et Joe Jackson (homonymie).
Joseph Nathaniel « Joe » Jackson, né le 8 février 1992 à Memphis au Tennessee, est un joueur américain de basket-ball.

## Biographie
Il participe à la NBA Summer League 2014 avec les Grizzlies de Memphis.
Il signe, ensuite, un contrat avec les Suns de Phoenixmais n'est pas conservé dans l'effectif qui commence la saison.